# アレクサンドル・ファミンツィン
アレクサンドル・ファミンツィン（Алекса́ндр Серге́евич Фа́минцын, ラテン文字転写：Aleksandl Sergeevich Famintsyn, 1841年11月5日カルーガ - 1896年6月6日）はロシアの音楽教師、音楽評論家。

## 経歴
サンクトペテルブルク大学数理科卒業後、ドイツのライプツィヒ音楽院に留学する。1866年から1872年までサンクトペテルブルク音楽院の音楽史・音楽美学教授、1870年から1880年までロシア音楽協会サンクトペテルブルク支部理事会の書記を務めた。
評論・執筆分野では、1869年から1871年にかけて『音楽シーズン』紙の編集担当、1872年以降はロシア内外の定期刊行物9誌に寄稿活動を展開したほか、ドイツ語の音楽書を多く翻訳してロシアに紹介、『ロシアのスコモローフ』（1889年）など民俗音楽に関する著作もある。

## ロシア国民楽派との論争
ファミンツィンは、ロシア音楽協会及びサンクトペテルブルク音楽院の設立者であるアントン・ルビンシテインをはじめとして、ニコライ・ザレンバやゲルマン・ラローシらとともにロシア音楽の保守的潮流を代表する存在だった。
1967年にルビンシテインが職を辞してロシアを去ると、ファミンツィンは保守派の代表格として、ミリイ・バラキレフらロシア国民楽派のグループと激しく対立した。彼は、バラキレフたちの無形式と国民主義を否定し、とくに音楽におけるロシア民謡の使用について、国民的な音楽伝統を創造する手段として適切ではないと主張した。こうした論争の中で、1869年にはバラキレフ派の論客であるウラディーミル・スターソフをファミンツィンが告訴する騒ぎにまで発展したが、スターソフは無罪となっている。
ファミンツィンの極度なまでの保守性は、スターソフやツェーザリ・キュイら対立相手だけでなく、同陣営のラローシからも批判された。「力強い一団」のメンバーであるモデスト・ムソルグスキーは、歌曲『古典主義者』（1867年）および『ラヨーク』（1870年）の二度にわたって、ファミンツィンのウィーン古典派に盲従する姿勢を風刺している。

## 家族・親族
- 兄：兄のアンドレイ・ファミンツィン(Андрей Сергеевич Фаминцын)は植物学者。